# Emma Herland
Pour les articles homonymes, voir Herland.
Emma Herland est une artiste peintre française née à Cherbourg le 16 février 1855 et morte à Quimper le 5 janvier 1947.

## Biographie
Fille d’un pharmacien de marine, Guillaume Herland, elle découvre la Bretagne lors de la mutation de celui-ci à Brest. En 1884, elle déménage pour la ville de Concarneau avant de rejoindre Quimper vers 1920.
Elle découvre et apprend la peinture à Brest, où elle suit les cours du peintre Georges Alexandre Fischer. Elle complète sa formation auprès de Benjamin Constant, et de Jules Lefebvre lors de son séjour parisien auprès de l'Académie Julian en 1887-1888. Elle débute au Salon en 1879 et y expose jusqu’en 1920.
C'est une peintre accomplie, aux techniques variées (crayon, aquarelle, pastel et surtout à l'huile) qui expose régulièrement dans les Salons de peinture en Bretagne et à Paris. Spécialisée en peinture de genre, son œuvre est centrée sur la vie des femmes et des enfants en Bretagne, les costumes, les intérieurs et les natures mortes . Elle s'inspire aussi des œuvres littéraires : Baptême à Rosporden, qu'elle présente au Salon de Paris de 1895, s'inspire du baptême du petit Julien Le Cor, « petit Pierre » dans le roman Mon frère Yves, et elle a aussi peint un portrait de Gaud Mével, héroïne de Pêcheur d'Islande, autre roman de Pierre Loti.

## Œuvres dans les collections publiques

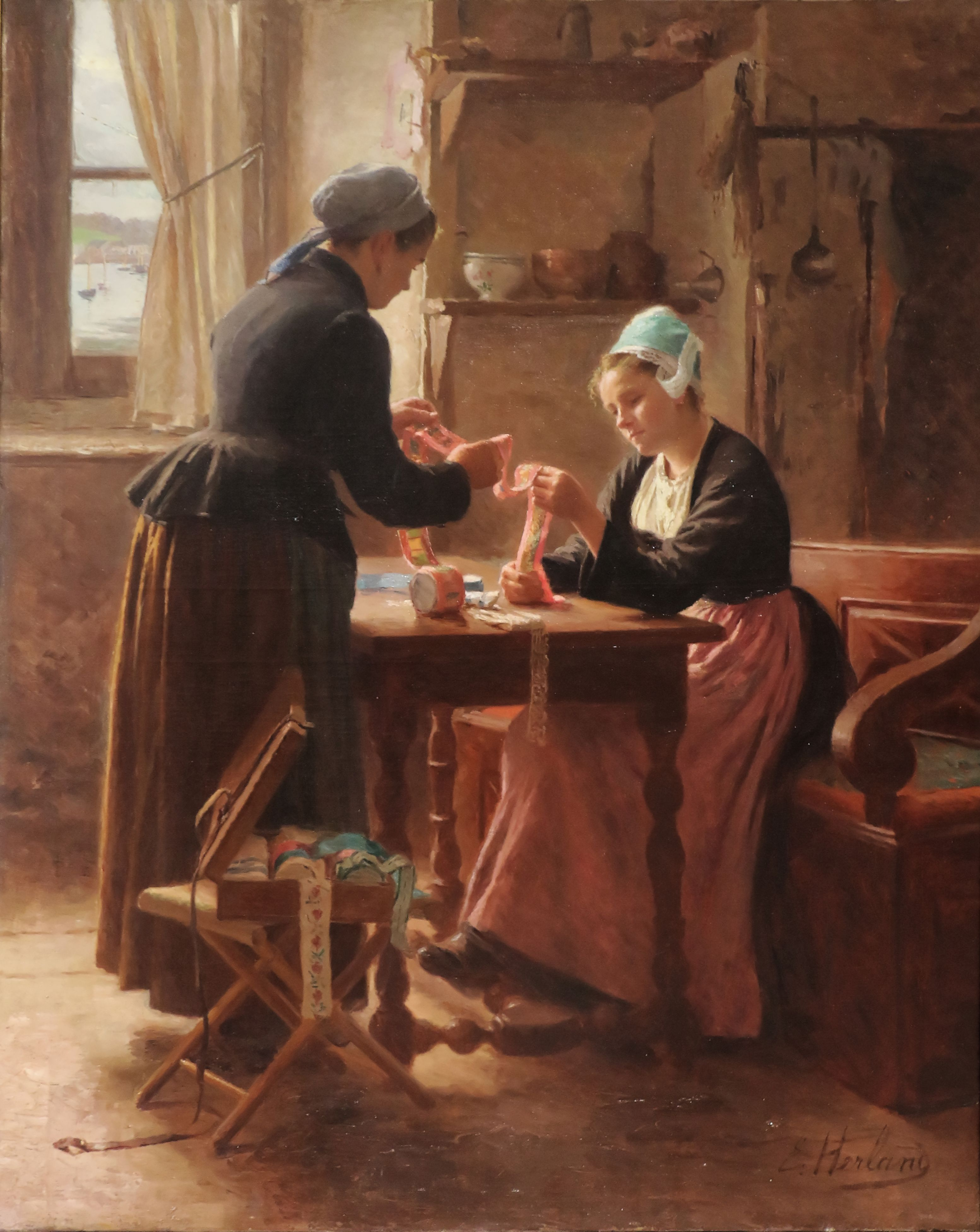
Le choix d'un ruban, château de Vitré

- Laval, musée du vieux château : une  peinture.
- Morlaix, musée des beaux-arts : Le Déjeuner du Petit Potic, huile sur toile[4].
- Quimper, musée départemental breton : deux peintures.
- Saint-Brieuc musée d'art et d'histoire : deux peintures, un dessin[5],[6],[7].
- Vitré, château de Vitré : Le choix d'un ruban.

## Exposition
- 31 janvier 2009 au 1er juin 2009, musée des beaux-arts de Pont-Aven, 85 œuvres.

## Hommages
Une rue de Quimper, de Rennes, de Saint-Jean-sur-Vilaine et de Brest portent le nom d’Emma Herland.